# San Nicolás de los Ranchos
San Nicolás de los Ranchos är en kommunhuvudort i Mexiko.   Den ligger i kommunen San Nicolás de los Ranchos och delstaten Puebla, i den sydöstra delen av landet, 80 km sydost om huvudstaden Mexico City. San Nicolás de los Ranchos ligger 2 447 meter över havet och antalet invånare är 8 203.
Terrängen runt San Nicolás de los Ranchos är huvudsakligen kuperad, men den allra närmaste omgivningen är platt. Terrängen runt San Nicolás de los Ranchos sluttar brant österut. Runt San Nicolás de los Ranchos är det ganska glesbefolkat, med 50 invånare per kvadratkilometer. Närmaste större samhälle är Atlixco, 18,8 km söder om San Nicolás de los Ranchos. I omgivningarna runt San Nicolás de los Ranchos växer huvudsakligen savannskog.